# Polymixis subvenusta
Polymixis subvenusta là một loài bướm đêm trong họ Noctuidae.